# Phronia obsoleta
Phronia obsoleta är en tvåvingeart som beskrevs av Ostroverkhova 1979. Phronia obsoleta ingår i släktet Phronia och familjen svampmyggor. Inga underarter finns listade i Catalogue of Life.